# 25才たち・危うい予感
『25才たち・危うい予感』（25さいたち・あやういよかん）は、1984年6月8日から同年8月31日まで、日本テレビ系列の『金曜劇場』（毎週金曜日21:00 - 21:54の枠で放送されたテレビドラマ。全13回。

## 概要・内容
波子、恵利、たまき、令子の4人は同級生同士で、25歳までに結婚しようとお互いに誓った仲でもある。4人でヨーロッパ旅行に出かけたそんな最中、令子が突然結婚宣言し、川口友一と北イタリアの教会で挙式。残された3人は令子を妬み、焦りがエスカレートした余り、ヨーロッパ旅行の目的が結婚相手捜しに変わっていった。そんな時、令子の挙式の中で3人が惹かれたのは、新郎の友人で登山服姿で式に出席した幹夫だった。
当時、年下の学生の世代では女子大生ブーム、年上の大人の世代では不倫ブームと言われ、その間の世代で話題的には大人しかったが、人生の節目とも言われていた25歳という年齢にスポットを当て、会社ではまだ“女の子”扱いで自慢できるようなキャリアも足りず、将来への不安もあって「結婚」の言葉も頭に浮かぶようになる、そんな中途半端な立場に居た25歳の女性4人の心揺れる様などを描いて行ったドラマ。

## キャスト
- 早川波子：桜田淳子
大手銀行のOL。これまで平坦な人生を送って来たが、25歳になって恋人の裏切り、両親の離婚と苦い経験をする。
- 島崎恵利：宮崎美子
コンピューター会社OL。奥手で潔癖症なことから、婚前交渉などもっての外という考えだったが、25歳になって“女”に目覚め始める。
- 久野たまき：萬田久子
資産家の家の出身で何不自由なく育って来たが、最近父を亡くす。学校のは籍を置いたままでほとんど出席せず、アルバイトに明け暮れている。
- 川口令子：中井貴恵
4人の仲間の中で一番結婚が遅いと見られていたが、ヨーロッパ旅行中に突然北イタリアの教会で挙式、最初の結婚となった。波子たちにとっての羨望の的でもある。
- 服部幹夫：世良公則
28歳。友人と一緒にスポーツ店を経営。趣味は登山で、山男らしく意地っ張りな性格。思ったことをごり押ししてでも通そうとするために女性たちからは敬遠されがちな所もある。
- 原田公三：三浦洋一
29歳。大学中退後、新東京旅行社入社。海外ツアー添乗員を務めている。図々しさと調子の良さが持ち前。目標は金持ちの女性との結婚とのこと。
- 川口友一：中村好男
28歳、北イタリアの教会で挙式した令子の夫。学生時代は幹夫と同じ山岳部に所属し、幹夫とはその時からの友人で尊敬もする存在（友一が気弱な性格から、男らしい風格の幹夫を羨望しているということもある）。実家は造り酒屋だが、その後を継ぐ考えは持っていない。
- 早川文雄：中条静夫
56歳、波子の父。定年後、妻・清子への相談も無しに釣り宿を羽田空港近くに開いて経営を始めたため、清子から離婚を言い渡されることに。
- 早川清子：久我美子 - 波子の母
- 早川陽子：高樹沙耶 - 波子の妹
- 島崎敬子：古館ゆき
- 川島順一郎：中島久之
- 服部吉松：大友柳太朗 - 幹夫の父
- 寺泉哲章
- 愛田夏希
- 小林稔侍
- 車だん吉
- 佐藤尚宏
- 加東：堀勉 - 喫茶店「ケルン」のオーナー

（出典：）

## スタッフ
- プロデューサー：中島忠史
- 脚本：金子成人、宮村優子
- 演出：吉野洋、雨宮望
- 音楽：難波弘之
- 制作：日本テレビ

主題歌
- 世良公則『導火線』 （作詞：阿木燿子　作曲：世良公則　編曲：世良公則、GUILD9　発売元：ポニーキャニオン）

## サブタイトル
| 話数                                             | 放送日        | サブタイトル     | 脚本               | 演出           | 視聴率 |
| ------------------------------------------------ | ------------- | ---------------- | ------------------ | -------------- | ------ |
| 1                                                | 1984年6月8日  | 私、結婚したい族 | 金子成人           | 吉野洋         | 10.8%  |
| 2                                                | 1984年6月15日 | たかが男されど男 | 金子成人           | 吉野洋         | 8.9%   |
| 3                                                | 1984年6月22日 | 触れないで過去は | 金子成人           | 吉野洋         | 13.1%  |
| 4                                                | 1984年6月29日 | 振られて降って   | 金子成人           | 吉野洋         | 10.6%  |
| 5                                                | 1984年7月6日  | 遅すぎたの初体験 | 金子成人           | 雨宮望         | 12.5%  |
| 6                                                | 1984年7月13日 | 愛より籍を…      | 金子成人           | 雨宮望         | 13.2%  |
| 7                                                | 1984年7月20日 | クタバレ気配り   | 金子成人           | 吉野洋         | 12.0%  |
| 8                                                | 1984年7月27日 | やったネ! 同棲   | 金子成人           | 吉野洋         | 11.7%  |
| 9                                                | 1984年8月3日  | だから、好きです | 金子成人           | 雨宮望         | 11.7%  |
| 10                                               | 1984年8月10日 | 惚れて、あげたい | 金子成人           | 吉野洋、雨宮望 | 12.2%  |
| 11                                               | 1984年8月17日 | 23時55分発26才行 | 金子成人、宮村優子 | 吉野洋         | 13.4%  |
| 12                                               | 1984年8月24日 | あの日に帰して   | 金子成人           | 吉野洋         | 16.1%  |
| 13                                               | 1984年8月31日 | うれない族万才!  | 金子成人           | 吉野洋         | 14.3%  |
| 世帯平均視聴率 12.3％（ビデオリサーチ 関東地方） |               |                  |                    |                |        |